# Satyajit Ray
Satyajit Ray (em bengali:  সত্যজিত রায় ou সত্যজিৎ রায়; 2 de maio de 1921 – 23 de abril de 1992) foi um cineasta indiano que é lembrado por muitos como um dos grandes diretores do cinema do século XX. Nasceu na cidade de Calcutá, numa família bengali proeminente no mundo das artes e letras. Começando sua carreira como artista comercial, Ray foi levado ao mundo do cinema após se encontrar com o cineasta francês Jean Renoir e assistir ao filme neorealista italiano Ladri di biciclette, durante uma visita a Londres.
Um cineasta prolífico e versátil, Ray dirigiu 37 filmes, incluindo filmes, documentários e curtas. O primeiro filme de Ray, Pather Panchali, ganhou 11 prêmios internacionais, incluindo "Melhor documentário humano" no Festival de Cannes. Junto de Aparajito e Apur Sansar, o filme forma a "trilogia Apu", vista por muitos como o magnum opus de Ray. Trabalhou extensivamente em diversas funções, incluindo roteiro, elenco, trilha sonora, fotografia, direção de arte, edição e confecção de seu próprio material publicitário. Além de fazer filmes, foi um autor de ficções, editor, ilustrador, designer gráfico e crítico de cinema. Ray recebeu muitos prêmios importantes em sua carreira, incluindo 32 prêmios nacionais de filmes da Índia, uma série de prêmios no Festival Internacional de Cinema e um Óscar em reconhecimento ao seu trabalho em 1992.

## Primeiros anos
A ascendência de Satyajit Ray pode ser traçada por pelo menos dez gerações. Seu avô, Upendrakishore Ray, foi um escritor, ilustrador, filósofo, editor, astrônomo amador e um líder da Brahmo Samaj, um movimento religioso e social em Bengala do século XIX. Sukumar Ray, filho de Upendrakishore, foi um pioneiro escritor bengali de rima sem sentido e literatura infantil, um ilustrador e um crítico. Ray nasceu em Calcutá, filho de Sukumar e Suprabha Ray. Sukumar Ray morreu quando Satyajit tinha apenas três anos e a família sobreviveu com os parcos rendimentos de Suprabha Ray. Ray estudou na Ballygunge Government High School, em Calcutá, e depois completou seu B.A. em economia no Presidency College da Universidade de Calcutá, embora o seu interesse foi sempre belas artes. Em 1940, sua mãe insistiu que estudasse na Universidade Visva-Bharati em Santiniketan, fundada por Rabindranath Tagore. Ray estava relutante devido ao seu amor por Calcutá, e devido à opinião geralmente má em relação à vida intelectual em Santiniketan. A persuasão de sua mãe e seu respeito por Tagore finalmente o convenceu a tentar este caminho. Em Santiniketan, Ray passou a apreciar a arte oriental. Mais tarde, ele admitiu que aprendeu muito com os pintores famosos Nandalal Bose e Benode Behari Mukherjee, sobre quem Ray produziu mais tarde um documentário, "The Inner Eye" ("O Olho Interior"). Com visitas às grutas de Grutas de Ajanta, Ellora e Elephanta, Ray desenvolveu uma admiração pela arte indiana.
Juntou-se como um "assistente de criação júnior", ganhando apenas oitenta rúpias por mês. Embora, por um lado, design de comunicação era algo que Ray gostava e, na maioria das vezes, era bem tratado, havia uma tensão palpável entre os empregados britânicos e os indianos da empresa (os primeiros eram muito melhor remunerados) e Ray sentia que "os clientes geralmente eram estúpidos". Por volta de 1943, Ray passou a trabalhar na Signet Press, uma nova editora criada por D. K. Gupta. Gupta pediu a Ray que criasse designs de capa para os livros publicados pela Signet Press e deu-lhe completa liberdade artística. Ray desenhou capas de vários livros, incluindo Maneaters de Kumaon, de Jim Corbett, e Discovery of India, de Jawaharlal Nehru. Trabalhou também na versão para crianças de Pather Panchali, um romance bengali clássico de Bibhutibhushan Bandopadhyay, renomeado como Am Antir Bhepu (O Assobio de Semente de Manga). Ray foi profundamente influenciado pela obra, que se tornou o assunto do seu primeiro filme. Além de projetar a capa, ele ilustrou o livro. Muitas das suas ilustrações enfim encontraram seu lugar como cenas de seu filme inovador.
Junto com Chidananda Dasgupta e outros, Ray fundou a Sociedade de Filmes de Calcutá em 1947, através da qual ele teve contato com muitos filmes estrangeiros. Durante todo esse tempo, Ray continuou seriamente a observar e estudar filmes. Fez amizade com soldados americanos baseados em Calcutá durante a Segunda Guerra Mundial, que iriam informá-lo sobre os mais recentes filmes americanos mostrados na cidade. Veio a conhecer um empregado da Força Aérea Real, Norman Clare, com quem compartilhava a paixão por filmes, xadrez e música clássica ocidental.
Em 1949, casou-se com Bijoya Das, sua prima e namorada de longa data. O casal teve um filho, Sandip, que mais tarde tornou-se um diretor de cinema. No mesmo ano, Jean Renoir veio para Calcutá para filmar seu filme The River. Ray ajudou-o a encontrar locações na zona rural. Foi então que Ray comentou com Renoir sobre sua ideia de filmar Pather Panchali, que tinha estado em sua mente há algum tempo, e Renoir encorajou-o a levar o projeto adiante. Em 1950, Ray foi enviado a Londres por D. J. Keymer para trabalhar em seu escritório central. Durante seus três meses em Londres, viu 99 filmes. Entre estes estava o filme neorrealista Ladri di biciclette [Ladrões de bicicleta] (1948), de Vittorio De Sica, que teve um profundo impacto sobre ele. Ray disse mais tarde que saiu da sala de projeção determinado a se tornar um cineasta.

## Filmografia
| - 1991: Agantuk - 1990: Shakha Proshakha - 1989: Ganashatru - 1987: Sukumar Ray - 1984: Ghare Baire - 1981: Sadgati - 1981: Pikoor Diary - 1980: Hirak Rajar Deshe - 1978: Joi Baba Felunath - 1977: Shatranj Ke Khiladi - 1976: Bala - 1976: Jana Aranya - 1974: Sonar Kella - 1973: Ashani Sanket - 1972: The Inner Eye - 1971: Sikkim - 1971: Seemabaddha - 1971: Pratidwandi - 1970: Aranyer Din Ratri | - 1969: Goopy Gyne Bagha Byne - 1967: Chiriyakhana - 1966: Nayak - 1966: Mahapurush - 1965: Kapurush - 1965: Two - 1964: Charulata - 1963: Mahanagar - 1962: Abhijan - 1962: Kanchenjungha - 1961: Rabindranath Tagore - 1961: Teen Kanya - 1960: Devi - 1959: Apur Sansar - 1958: Jalsaghar - 1958: Parash Pathar - 1957: Aparajito - 1955: Pather Panchali |